# Mark Bourrie
Mark Bourrie est un journaliste canadien primé, un auteur de best-sellers, un historien et un conférencier à l'Université Carleton. Il est l’auteur de nombreux livres, notamment les best-sellers The Fog of War (2011), By Reason of Insanity: The David Michael Krueger Story (1997), Flim Flam (1998), et Many a Midnight Ship (2005). Son œuvre apparaît également dans les magazines et les journaux, tels que le Toronto Life, le Canadian Business, le Globe and Mail, le Toronto Star, le Huffington Post Canada et le National Post.
Il est actuellement le rédacteur de plusieurs blogs canadiens à sujet politique, pour l’Ottawa magazine et le Torontoist.

## Scandale d'espionnage pour Xinhua
En août 2012, Mark Bourrie a déclaré que l'agence Xinhua gérée par le Conseil d'État lui a demandé de recueillir des informations sur le Dalaï Lama par le chef de bureau de Xinhua à Ottawa, Dacheng Zhang, en exploitant son accès journalistique au Parlement du Canada. Bourrie a déclaré qu'on lui a demandé d'écrire pour l'agence Xinhua en 2009 et a requis l'avis du Service canadien du renseignement de sécurité (SCRS), mais que cela a été ignoré. Il fut demandé à Bourrie de recueillir des renseignements sur la sixième Convention mondiale des parlementaires sur le Tibet au Centre des congrès d'Ottawa (en), bien que Xinhua n'avait pas l'intention d'écrire un rapport sur cette réunion. Bourrie a déclaré qu'à ce moment-là « Nous étions là sous de faux prétextes, se faisant passer pour des journalistes, mais agissant comme des agents du gouvernement »,.

## Publications
- Chicago of the North. Annan and Sons, 1993.
- Ninety Fathoms Down. Toronto: Dundurn, 1995.
- The Parliament Buildings. Toronto: Dundurn, 1996.
- By Reason of Insanity: The David Michael Krueger Story. Toronto: Dundurn, 1997.
- Flim Flam. Toronto: Dundurn, 1998.
- Parliament. Toronto: Key Porter, 1999. (text to Malak Karsh's photo essay on Parliament Hill)
- Hemp. Toronto: Key Porter, 2004.
- True Canadian Stories of the Great Lakes. Toronto: Key Porter/Prospero, 2005.
- Many a Midnight Ship. Ann Arbor: University of Michigan Press/Toronto: Key Porter, 2005.
- The Fog of War. Vancouver, Douglas & McIntyre, 2011.
- Fighting Words: Canada's Best War Reporting. Toronto: Dundurn, 2012